# Камбарка Третя
Камба́рка Тре́тя (Заводська Камбарка, рос. Камбарка Третья, Заводская Камбарка) — річка в Чайковському районі Пермського краю, Росія, ліва притока Камбарки.
Починається за 3 км на південь від села Великий Букор. Протікає на південний схід та південь, нижня течія — на південний захід. Впадає до річки Камбарки майже на кордоні з Удмуртією. Верхів'я пересихає, вся річка, окрім невеликої ділянки в середній течії, протікає через великі лісові масиви тайги. Приймає декілька дрібних приток.
На річці розташоване колишнє село Завод Михайловський, перед яким створено став площею 0,2 км². У верхній течії протікає через урочище Букорські Десятини, нижче якого збудовано автомобільний міст.